# Regimiento de Infantería Mecanizada «Asturias» n.º 31
El Regimiento de Infantería Mecanizada "Asturias" n.º 31 es una unidad de infantería mecanizada del Ejército de Tierra Español. El Regimiento "Asturias" forma parte de la Brigada "Guadarrama" XII, que a su vez está integrada en la División «Castillejos», anteriormente Fuerzas Pesadas y éstas precedidas por la División Mecanizada “Brunete” n.º 1.
Con la denominación de Tercio de Asturias, y formado por 500 soldados y oficiales de esta región, fue creado el 3 de febrero de 1663 por la Junta General del Principado para servir a Felipe IV en Galicia, y levantado de nuevo en 1690 para defender a Cataluña de una invasión francesa. La tercera y definitiva fundación del Tercio fue acordada por la misma Junta el 6 de julio de 1703 para servir a Felipe V en la Guerra de Sucesión, y encomendada a Álvaro Navia Osorio y Vigil, marqués de Santa Cruz de Marcenado. En 1707, y al mando del mismo, se convirtió en Regimiento.
Fue conocido también como «El Cangrejo», sobrenombre que mereció en la campaña del Rosellón (1793-1795), durante la cual jamás volvió la espalda al enemigo en ninguna de las retiradas que se vio forzado a hacer. Tiene como patrona a la Virgen de Covadonga.

## Elementos identitarios

### Denominación histórica
Fue creado con el nombre de Tercio de Asturias en 1663, y de nuevo en 1690 y en 1703. En 1707 se le asignó el de Regimiento de Infantería Asturias n.º 14. Pasó por distintas reformas a lo largo de la historia, cambiando la numeración a n.º 32, n.º 25, n.º 24 y n.º 26. En 1823 hubo una modificación en el cuerpo de infantería y los regimientos pasaron a ser batallones sueltos, tomando entonces los nombres de Batallón de Infantería n.º 49 y Batallón de Infantería n.º 50. Esta disposición sólo duró un año, al cabo del cual el regimiento (o batallones) fue disuelto. Volvió a la actividad con el nombre de Regimiento de Infantería Asturias n.º 31 en 1841 en la ciudad de Granada en España. 
En 1931 se introdujeron de nuevo reformas en el ejército español y se fundieron en uno el Regimiento de Infantería Asturias n.º 31 y el Regimiento Covadonga n.º 40, con el título de Regimiento de Infantería n.º 31, que durará hasta 1935, en que cambió de nuevo su nombre por el de Regimiento de Infantería Covadonga n.º 31. En 1936, antes de la guerra civil española, pasó a llamarse Regimiento de Infantería Covadonga n.º 41 para ser disuelto al inicio de dicha guerra, después del Asalto al Cuartel de la Montaña. Al final de la contienda, tras una nueva reorganización, fue rehabilitado y nombrado Regimiento de Infantería n.º 44. En 1944 volvió a su antiguo nombre Regimiento de Infantería Asturias n.º 31, con sede en El Goloso (Madrid).
En la actualidad se le denomina Regimiento de Infantería Mecanizada Asturias n.º 31, título que obtuvo en 1965.

### Escudo de armas
En campo de azur, dos ángeles que sostienen una cruz de paté de oro fileteada de sable, corona real en la cima y en la punta una leyenda que dice: Angeli me fecerunt. Tradicionalmente de los costados superiores del escudo salía una corbata de la Real y Militar Orden de San Fernando que lo rodeaba, con la Cruz de la Orden. En virtud de la Instrucción General del Ejército de Tierra n.º 75/1986 que ha estandarizado los adornos exteriores de los escudos de las diferentes unidades, se han introducido una serie de cambios que han dado lugar a una nueva versión vigente en la actualidad. En ella se muestran dos fusiles Mauser armados con bayonetas, la insignia de la Cruz Laureada de San Fernando, la corbata mencionada con un nuevo diseño y varias condecoraciones militares españolas concedidas al regimiento. A pesar de la normalización, el escudo tradicional se continúa utilizando como emblema de uso ordinario de la unidad.

### Uniformes y Coronelía
- 1768-1777: casaca con vuelta azul, calzón blanco, chupa azul, botón dorado. Coronel: Don Phelipe Cagigal.
- 1778-1789: casaca con vuelta azul, calzón blanco, chupa azul, botón dorado. Coronel: Don Dionysio del Duque.

- 1790: casaca con vuelta azul, calzón blanco, chupa azul, botón dorado. Coronel: Don Basilio Gascón.
- 1792-1795: casaca, chupa, calzón y cuello blanco, solapa, vuelta y vivo azul celeste, botón dorado. Coronel: Don Gonzalo O'Farrill.[3]
- 1796: casaca, chupa, calzón y cuello blanco, solapa, vuelta y vivo azul celeste, botón dorado. Coronel: Don Francisco de Gregorio y Paternó.[4]
- 1797-1802: casaca, chupa, calzón y cuello blanco, solapa, vuelta y vivo azul celeste, botón dorado. Coronel Don Luis Delevielleuze.[5]
- 1803-1805: casaca azul celeste con solapa, vuelta y cuello negro (con una flor de lis bordada), cartera a lo largo en los faldones a la valona con cuatro botones grandes, portezuela en la parte superior de la vuelta con cuatro botones medianos, forro y vivos encarnados y botón dorado con el nombre de Asturias grabado. Chaleco Y calzón blanco, calzado regular, sombrero sin galón con pluma encarnada sobre la escarapela, y espada-sable. Coronel Don Luis Delevielleuze.[6]
- 1806-1808: casaca, chaleco, calzón, cuello y botón blanco. Vuelta, solapa y vivo verde. Coronel Don Luis Delevielleuze.[7]
- 1808-1811: Vacante a raíz de su captura por los franceses tras la Expedición española a Dinamarca. Refundado en 1812.
- 1812: Desconocido. Coronel: Don Pedro Dejoui (o Desuij).[8]
- 1815: casaca y pantalón azul turquí, cuello y vuelta celeste, vivo encarnado, botón dorado y dos cintas doradas perpendiculares en el

cuello. Coronel: Don Pedro Dejoui.
- 1816-1821: casaca y pantalón azul turquí, cuello, vuelta  y hombreras azul celeste, forro encarnado, vivo anteado, ojales de la solapa y botón. Coronel: Don Pedro Dejoui.
- 1822: casaca azul turquí sin solapas, cuello (con número del regimiento,25 de línea), vueltas y vivo carmesí, forro encarnado, botón dorado con el número del regimiento (25 de línea), vuelta abierta con portezuela, dragonas del color de la divisa, pantalón ancho de paño de color gris oscuro (invierno) y de lienzo blanco (verano), medio botín de paño negro, capote gris con esclavina, y chacó. Coronel: Don Pedro Dejoui.

## Historial de operaciones

### Primer Tercio de Asturias (1663-1669)
El primer Tercio de Asturias fue creado por acuerdo de la Junta General del Principado del 3 de febrero de 1663, en cumplimiento de una Real Cédula, por la que Felipe IV mandaba que ésta le sirviese con «quinientos infantes desnudos para la guerra contra el rebelde de Portugal». Fue vestido y armado a costa de las arcas del Rey, pero el Principado hubo de aportar cinco mil escudos, que se recaudaron con el arbitrio de dos reales en cada fanega de sal. Su primer Maestre de Campo fue Sancho de Miranda y Ponce de León (hijo del homónimo I marqués de Valdecarzana), quien junto con 53 oficiales y 470 cabos y soldados partió en el mes de marzo hacia Galicia, donde el Tercio quedó de guarnición, agregado a la Armada, en cumplimiento de otra Real Cédula que disponía «que este Tercio se aplique a la Armada que está aprestada para resguardo de las cosas de aquel reino». Desempeñó esta misión hasta 1669.

### Segundo Tercio de Asturias (1690-1697)
El Tercio de Asturias fue organizado de nuevo en 1690 al mando del Maestre de Campo Francisco Menéndez de Avilés y Porres (hijo del I conde de Canalejas). Al año siguiente, este segundo Tercio fue enviado en defensa de Cataluña contra los invasores franceses, a los que logró expulsar. Después quedó acantonado en Olot con diez compañías, y permaneció activo al menos hasta 1697.

### Guerra de Sucesión (1703-1713)

Escudo de Felipe V de España, primer rey proveniente de la Casa de Borbón francesa y nieto de Luis XIV de Francia.

El Tercio de Asturias fue convocado por tercera vez en 1703, para servir a Felipe V contra los austracistas en la Guerra de Sucesión. Quedó al mando del Coronel Álvaro Navia Osorio y Vigil, vizconde del Puerto, después famoso General y tratadista militar, III marqués de Santa Cruz de Marcenado; su segundo era el poeta Francisco Bernardo de Quirós Benavides, quien inició la recluta e instrucción de la tropa en 1705, junto con los Capitanes Miguel de Estrada, José de Arango y Fernando de Valdés.
El primer destino del III Tercio de Asturias fue a Galicia, donde luchó contra los portugueses, y después a Navarra, Cataluña y Aragón, participando en la toma de Tortosa (1708) y en la Batalla de Zaragoza (1710), donde murieron el coronel Quirós y su hermano José, también poeta y oficial del Tercio. Después fue enviado a Italia para regresar en 1714 a la península y tomar parte en el sitio y posterior conquista de Barcelona que dio fin a la guerra.

### Campañas en Italia
Combatió contra los austriacos en la Campaña de Italia de 1744, apoderándose de Monte Albano. En 1746 se batió valientemente en Orzolengho, donde finalmente tuvo que capitular. El enemigo le concedió la salida libre con armas y municiones.

### Guerra de la Independencia
El regimiento estaba organizado en este año en tres batallones, dos de los cuales (los dos primeros) combatieron contra el ejército de Napoleón el 23 de mayo de 1811 en un lugar situado entre La Bañeza (provincia de León) y Sueros, obligando al enemigo a retroceder hasta León. El tercer batallón mientras tanto fue destinado a Ultramar.
En 1812, estos dos batallones acudieron a la defensa del Puerto de Pajares, en Asturias, contra el general francés Bonet. Al año siguiente protagonizaron más campañas contra los franceses en el paso del Bidasoa y en San Sebastián, hasta llegar a los puestos fortificados de San Juan de Luz.

### Pronunciamiento constitucional de 1820
El 1 de enero de 1820 el 2.º Batallón del regimiento, acuartelado en la localidad sevillana de Las Cabezas de San Juan esperando el embarque hacia América para combatir los movimientos rebeldes de emancipación iniciados durante la Guerra de la Independencia española, se pronuncia a favor de la Constitución de 1812, liderado por su comandante, el teniente coronel Rafael del Riego. Un movimiento que tendrá como resultado la jura de la Carta Magna por parte de Fernando VII y el inicio del Trienio Liberal. 

### En América
El regimiento partió cuatro veces hacia América para defender lo que todavía era territorio de la Corona española. Entre 1761 y 1784, cruzó dos veces el Atlántico para ayudar al ejército en su protección de los territorios de Ultramar frente a los ataques de Inglaterra. A principios del siglo XIX, de 1816 a 1822, participó en la guerra de emancipación americana en algunas batallas en México, como las de Tepeaca, San Juan de Ulúa, Veracruz y, sobre todo, en Monteblanco, donde se distinguió especialmente, obteniendo por ello un escudo. 
A finales del mismo siglo, en 1895, el regimiento llegó a la isla de Cuba para luchar contra la sublevación. El batallón obtuvo una gran victoria cerca de La Colmena, venciendo con 400 hombres una partida de sublevados compuesta por más de 6000. Tomó parte también en Degollada, Valientes, El Espaldón y La Ceiba. Tras finalizar la Guerra hispano-estadounidense, el regimiento embarcó el 18 de diciembre de 1898 en el puerto de La Habana, a bordo del Miguel Gallart, rumbo a España y llegó el 7 de enero de 1899 al puerto de Santander y desde allí regresó a Madrid en tren para presentarse ante el coronel Augusto Linares.

### En África
Su primera intervención en África había sido en 1732, durante la reconquista y posterior defensa de la plaza de Orán que había caído en manos de los turcos en 1708. En esta contienda resultó muerto el fundador del Regimiento, marqués de Santa Cruz de Marcenado, a la sazón gobernador de esta plaza. En 1859 y 1860 formó parte del Ejército de África y participó en la batalla de Tetuán y en la de Wad-Ras. Su última presencia en África fue en la campaña de Marruecos, desde 1909 (la llamada Guerra de Melilla) y desde 1921 hasta 1925, combatiendo en Tisgirín y en la defensa de Kudia-Manat.

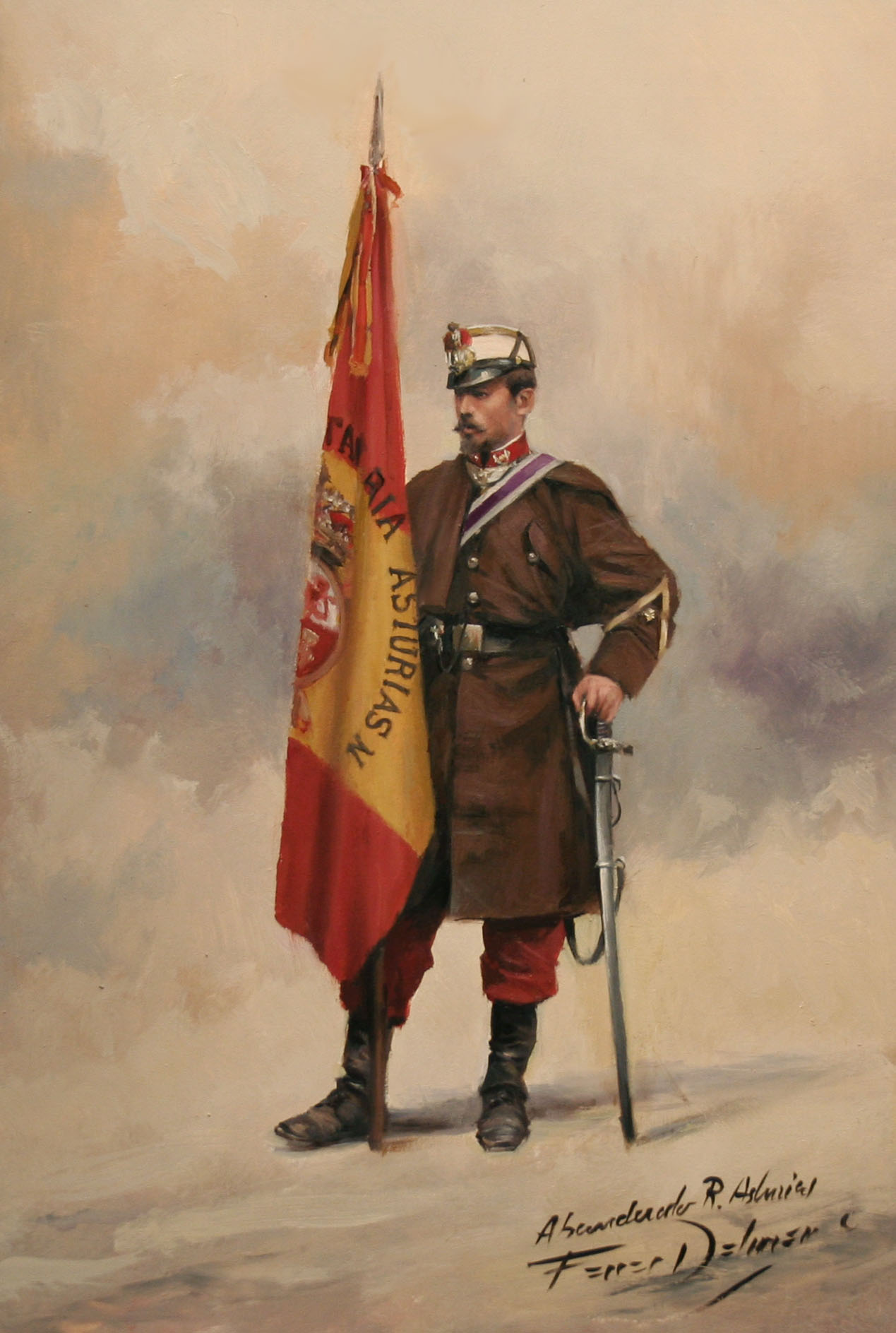
Abanderado del Regimiento Asturias en la campaña de África de 1861, por Augusto Ferrer-Dalmau.

### Guerra Civil
El regimiento se encontraba acuartelado en Madrid en julio de 1936, al mando del coronel Moisés Serra Bartolomé. El 20 de ese mismo mes se hallaba junto con otras tropas en la defensa del Cuartel de la Montaña que sucumbió ante el asalto de las fuerzas leales a la República. Tras estos hechos, el regimiento fue disuelto hasta su nueva estructuración al término de la guerra, ya bajo el Régimen franquista.

### Otros hechos
Participó en acciones bélicas contra Inglaterra, expulsando en 1800 a los ingleses de la ensenada de Doñinos en Galicia; en los sucesos políticos de 1848 y 1849 entre liberales y moderados durante el reinado de Isabel II; en la Segunda Guerra Carlista junto con el Ejército del Norte y el de Cataluña (1873-1876). 

### Operaciones de Mantenimiento de la Paz
Desde finales del siglo XX, ha intervenido en varias misiones internacionales de pacificación, bajo mando tanto de la OTAN como de Naciones Unidas:
- En julio de 1997 la 1.ª Compañía Mecanizada Orán se integró en la Brigada SPABRI V que, bajo mando de la OTAN, participó en la pacificación de Bosnia-Herzegovina.

- En 1998 el Batallón Covadonga 1/31 constituye el Grupo Táctico Hoyo de Manzanares, integrándose durante cuatro meses en la Brigada SPABRI IX.

- En 2000 la Agrupación Táctica Española SPAGT XIV se formó con la base del Batallón Covadonga 1/31 del Regimiento Asturias 31.

- En mayo de 2002 el Grupo Táctico Covadonga, estructurado sobre la base del RIMZ Asturias 31, se trasladó a Bosnia encuadrándose en la SPAGT XVIII, realizando diversas misiones hasta diciembre de ese año.

- Personal del Regimiento se desplazó a Kosovo entre diciembre de 2006 y junio de 2007, formando parte de la Agrupación Táctica KSPFOR XVII.

- Entre diciembre de 2008 y abril de 2009 se constituyó como base de la agrupación que, dentro de la Operación Libre Hidalgo VII, se desplazó a Líbano como fuerza interina de Naciones Unidas.
- Entre mayo de 2013 y noviembre de 2013 se constituyó como base de la agrupación que, dentro de la Operación Libre Hidalgo XIX, se desplazó a Líbano como fuerza interina de Naciones Unidas.
- Actualmente está desplegado en Irak una Unidad De Protección y un Batallòn de Adiestradores de brigada con casi 200 efectivos del regimiento , enmarcados en la operación A/I VI  OPERACION INHERENT RESOLVE ,

En apoyo de las autoridades civiles españolas ha participado en operativos de control de las vías de ferrocarril (diciembre de 2004 a marzo de 2008), la Operación Marea Negra (diciembre de 2002) y en la Operación Centinela Gallego para la prevención de incendios forestales en Galicia (desde agosto de 2006).

## Organización actual
- Tiene una Plana Mayor Regimental al mando de un teniente coronel.
- Batallón de Infantería Mecanizada "Covadonga" I/31, al mando de un teniente coronel, y consta de 3 compañías  de Fusiles, 1 de  Mando y Apoyo y 1 de Servicios.[2]
- Batallón Ligero Protegido "Uad Ras" II/31.[13]

## Honores
- Estrella del Norte en 1809 por la sublevación y fuga de Dinamarca
- Cruz de distinción de Tolosa en 1815
- Escudo de distinción en 1816 por la toma del fuerte Monteblanco en México
- Escudo de distinción y una Cruz de Borgoña en 1821 por la defensa de Veracruz
- Corbata de la Real y Militar Orden de San Fernando en 1866 por el asalto de San Gil
- Dos Banderas de distinción

## Anécdotas
Durante el Trienio Liberal se propuso, en sustitución de las banderas, el uso de una nueva enseña consistente en un león de bronce que sostenía con una de sus garras el libro de la Constitución de 1812. Debido a la guerra civil que azotaba el país, esta medida no tuvo efecto, llegando a entregarse tan sólo un león al 2.º Batallón del Regimiento Asturias por haber sido el primero que con el que Riego proclamó la Constitución de Cádiz en Cabezas de San Juan. Finalizado este periodo, se volvió al uso de las banderas tradicionales.